# Танкосићево
Танкосићево је насеље у Кисачу код Новог Сада.

## Историја
Насеље Танкосићево је настало након Првог светског рата, у склопу насељавања колониста и давања у својину земље српским ратним добровољцима на подручју Бачке, Баната, Барање и Срема.
До 1936. године, насеље се звало Мало Ирмово. На предлог Дамјана Рончевића и Марка Поповића, од те године је понело име Танкосићево, по четничком војводи и мајору Војиславу Воји Танкосићу, прослављеном команданту у Балканским ратовима и Првом светском рату.
Први учитељ у насељу био је Андрија Тепавчевић, српски добровољац из Гацка, који је за учитеља у Танкосићеву дошао 1937. године. Он је ту основао Народну књижницу и читаоницу. Колонија је 1938. године имала 60 кућа и основну школу.
Дана 7. новембра 2021. године, у насељу је откривена биста Војиславу Воји Танкосићу, по којем место носи име. Бисту је открио Милош Вучевић, градоначелник Новог Сада.

## Демографија
| Демографија | Демографија | Демографија |
| Година      | Становника  | Становника  |
| ----------- | ----------- | ----------- |
| 1948.       | 277         |             |
| 1953.       | 308         |             |
| 1961.       | 348         |             |
| 1971.       | 424         |             |